# Skeppsholmen

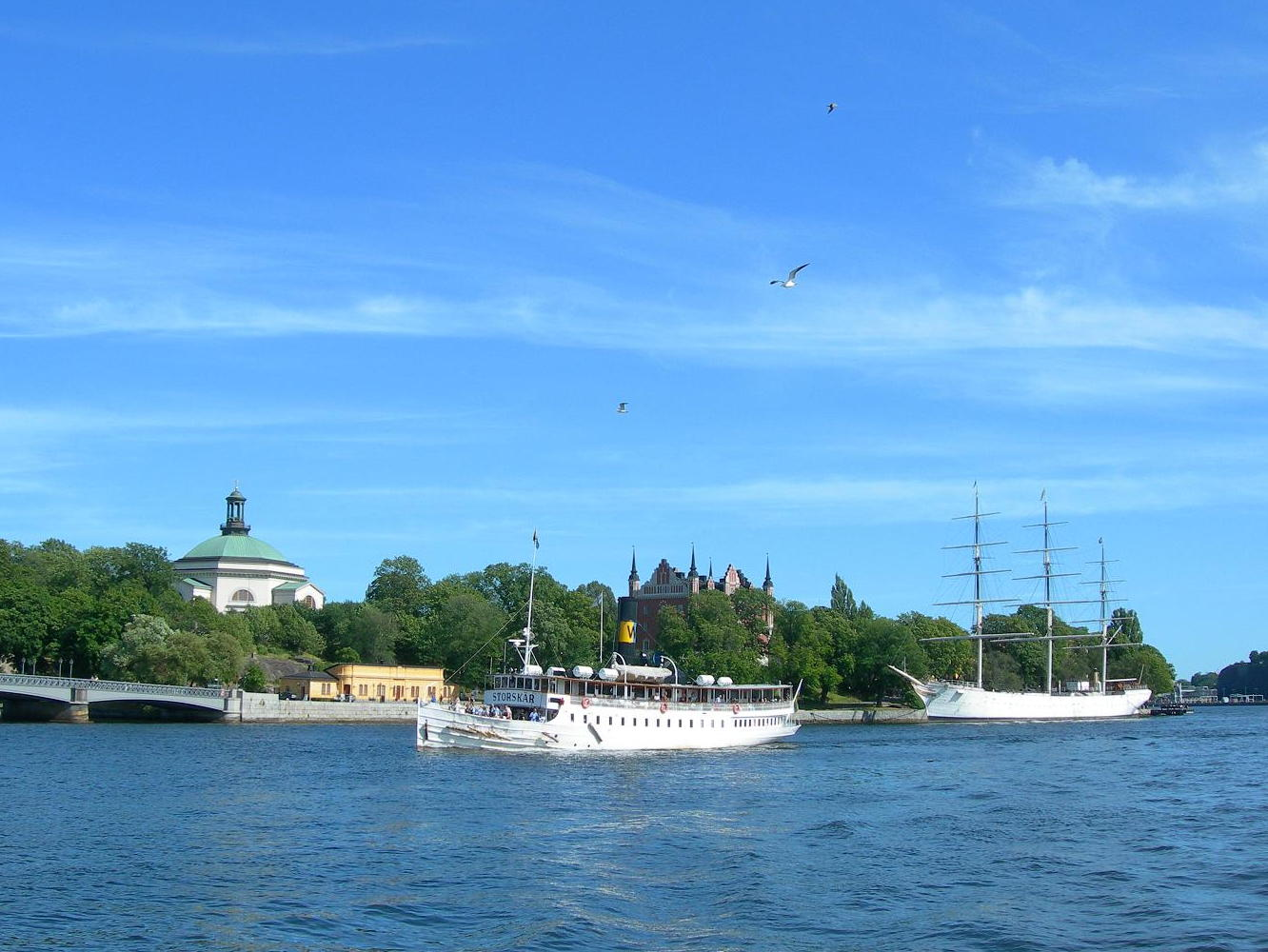
Skeppsholmen vanaf het water

Skeppsholmen (Scheepseiland) is een eiland en stadsdeel in het centrum van Stockholm. Vroeger had het een functie als marinebasis maar tegenwoordig heeft het vooral een functie als cultuureiland. Het eiland is door bruggen verbonden met Norrmalm en Kastellholmen. Het stadsdeel Skeppsholmen bestaat uit 20 hectare land en 41 hectare water.

## Trivia
- Op het eiland ligt het Moderna Museet, het Östasiatiska Museet, Teater Galeasen en de bekende jeugdherberg Af Chapman.
- Het Stockholm Jazz Festival wordt hier elk jaar in de zomer gehouden.